# Utpaladeva
Utpaladeva (auch Utpalacarya, 900–950 n. Chr.) war Begründer einer Schule des kaschmirischen Shivaismus, gilt dort als heiliger Siddha, als wichtiger Philosoph, und hat bedeutende Schriften und Stotras des kaschmirischen Shivaismus verfasst.
Er war der Schüler Somanandas und verfasste das Ishvarapratyabhijnakarikas und zwei Kommentare zu diesem. Hier legt er einen spirituellen Pfad dar, der sich auch an Haushälter richtet und allen Kasten und Geschlechtern offensteht. Das berühmte Sivastotravali Utpaladevas wird im kaschmirischen Shivaismus auch heutzutage noch viel gesungen und rezitiert.